# Kąkolewo (Granowo)
Pour les articles homonymes, voir Kąkolewo.
Kąkolewo (prononciation : [kɔnkɔˈlɛvɔ]) est un village polonais de la gmina de Granowo dans le powiat de Grodzisk Wielkopolski de la voïvodie de Grande-Pologne dans le centre-ouest de la Pologne.
Il se situe à environ 3 kilomètres à l'est de Granowo (siège de la gmina), à 14 kilomètres à l'est de Grodzisk Wielkopolski (siège de la gmina et du powiat) et à 31 kilomètres au sud-ouest de Poznań (capitale régionale).

## Histoire
De 1975 à 1998, le village faisait partie du territoire de la voïvodie de Poznań.
Depuis 1999, Kąkolewo est situé dans la voïvodie de Grande-Pologne.
Le village possède une population de 329 habitants en 2014.